# Ружина (Опольське воєводство)
Ружина (пол. Różyna, нім. Rosental) — село в Польщі, у гміні Левін-Бжеський Бжезького повіту Опольського воєводства.
Населення — 306 осіб (2011).
У 1975-1998 роках село належало до Опольського воєводства.

## Демографія
Демографічна структура станом на 31 березня 2011 року:
|          | Загалом | Допрацездатний вік | Працездатний вік | Постпрацездатний вік |
| -------- | ------- | ------------------ | ---------------- | -------------------- |
| Чоловіки | 149     | 35                 | 92               | 22                   |
| Жінки    | 157     | 26                 | 82               | 49                   |
| Разом    | 306     | 61                 | 174              | 71                   |